# Oberwald
Oberwald es una localidad y antigua comuna suiza del cantón del Valais, situada en el distrito de Goms. Limita al norte con las comunas de Guttannen (BE) y Gadmen (BE), al este con Göschenen (UR) y Realp (UR), al sur con Bedretto (TI), y al oeste con las localidades de Ulrichen y Obergesteln.
El 25 de noviembre de 2007 los habitantes de Obergesteln, Ulrichen y Oberwald, aprobaron la fusión de las tres comunas en una nueva entidad comunal que lleva el nombre de Obergoms desde el 1 de enero de 2009.